# Нарко (3 сезон)
Третий сезон американского криминального сериала «Нарко», созданного Крисом Бранкато, Карло Бернардом и Дагом Миро, который повествует о картеле Кали.
Все 10 эпизодов стали доступны на Netflix 1 сентября 2017 года и получили положительные отзывы.

## Сюжет
После гибели Эскобара картель Кали полностью прибирает к рукам наркобизнес, став монополистом на рынке. Теперь он управляется четырьмя людьми — Пачо Эррерой, Чепе Сантакрузом Лондоньо, а также Мигелем и Гилберто Родригесами. Эти четверо становятся новой целью для полицейского управления. После удачно проведенной операции по захвату людей Кали в Майами у них появляется наводка на верхушку картеля. Узнав, что Гилберто впервые за время существования организации решил собрать всех связанных с бизнесом людей вместе, люди Хавьера Пэньи пытаются разузнать о причине встречи. В то же время новости, озвученные Родригесом, приходятся не по нраву некоторым из его приближенных.

## В ролях
| Актёр                 | Роль                                                                                           |
| --------------------- | ---------------------------------------------------------------------------------------------- |
| Педро Паскаль         | Хавьер Пенья агент Управления по борьбе с наркотиками                                          |
| Дамиан Алькасар       | Гильберто Родригес Орехуэло глава наркокартеля Кали                                            |
| Франсиско Денис       | Мигель Родригес Орехуэло высокопоставленный участник наркокартеля Кали, младший брат Хильберто |
| Альберто Амман        | Эльмер "Пачо" Эррера высокопоставленный участник наркокартеля Кали                             |
| Пепе Рапазоте         | Хосе Сантакрус "Чепе" Лондоньо высокопоставленный участник наркокартеля Кали                   |
| Матиас Варела         | Хорхе Сальседо начальник охраны наркокартеля Кали                                              |
| Хуан Себастьян Калеро | Навиганте наёмный убийца, работает на картель Кали                                             |
| Хавьер Камара         | Гильермо Пальомари главный бухгалтер наркокартеля Кали                                         |
| Артуро Кастро         | Давид Родригес сын Мигеля                                                                      |
| Мэтт Вилан            | Даниэль Ван Несс агент Управления по борьбе с наркотиками                                      |
| Майкл Сталь-Дэвид     | Крис Файстл агент Управления по борьбе с наркотиками                                           |
| Андреа Лондо          | Мария Салазар жена наркобарона из картеля Северной долины                                      |
| Керри Бише            | Кристина Хурадо жена банкира, аффилированного с наркокартелем Кали, американка                 |

## Эпизоды
| № общий | № в сезоне | Название                                                 | Режиссёр         | Автор сценария                           | Дата премьеры   |
| --- | ---------- | -------------------------------------------------------- | ---------------- | ---------------------------------------- | --------------- |
| 21 | 1          | «Стратегия наркобарона» «The Kingpin Strategy»           | Анди Баис        | Карло Бернард, Даг Миро и Эрик Ньюман    | 1 сентября 2017 |
| После ликвидации Пабло Эскобара, картель Кали становится крупнейшим кокаиновым картелем мира. Его глава, Хильберто Родригес, собирает деловых партнёров и объявляет о намерении пойти на сделку с властями и через шесть месяцев сдаться, уйдя из наркобизнеса на выгодных ему условиях. Тем же вечером, с подачи Мигеля Родригеса, Пачо Эррера убивает наркобарона из картеля Северной долины. |            |                                                          |                  |                                          |                 |
| 22 | 2          | «Калийский КГБ» «The Cali KGB»                           | Анди Баис        | Карло Бернард, Даг Миро и Эрик Ньюман    | 1 сентября 2017 |
| Инцидент с отравлением горожан хлорином, виновником которого стал Дэвид Родригес, ставит под угрозу договорённость картеля с колумбийским правительством, Гильберто поручает решение проблемы Хорхе Сальседо. В Нью-Йорке Чепе расправляется с конкурентами из ЮАР. |            |                                                          |                  |                                          |                 |
| 23 | 3          | «Следуй за деньгами» «Follow the Money»                  | Гэбриел Рипштейн | Дэвид Мэттьюс                            | 1 сентября 2017 |
| Пачо в Мексике встречается с Амадо Каррильо Фуэнтесом. Агенты УБН Крис Фейстл и Дэниел Ван Несс прибывают в Кали, где проводят обыск в офисе главного бухгалтера картеля Пальомари и устанавливают за ним слежку. Мария Салазар принимает покровительство Мигеля Родригеса. |            |                                                          |                  |                                          |                 |
| 24 | 4          | «Шах и мат» «Checkmate»                                  | Гэбриел Рипштейн | Энди Блэк                                | 1 сентября 2017 |
| Агент Пенья проводит операцию по задержанию Хильберто Родригеса, в то время как Хорхе Сальседо и Навиганте отправляются к Герде Салазар, чтобы забрать у неё внука, сына Марии. |            |                                                          |                  |                                          |                 |
| 25 | 5          | «MRO» «MRO»                                              | Джозеф Владыка   | Эшли Лайл и Барт Никерсон                | 1 сентября 2017 |
| Хильберто Родригес в тюрьме. Подозревая предательство, Мигель расправляется с начальником своей охраны, ставший свидетелем казни Сальседо решается на сотрудничество с УБН. Агент Пенья встречается с Кристиной, женой банкира Франклина Хурадо, отмывающего для картеля деньги, и пытается убедить её уговорить мужа сдаться и дать показания.                                                 |            |                                                          |                  |                                          |                 |
| 26 | 6          | «Лучшие планы» «Best Laid Plans»                         | Джозеф Владыка   | Джейсон Джордж                           | 1 сентября 2017 |
| Пенья отправляется на Курасао, чтобы арестовать Франклина Хурадо. Наркокартель Северной долины совершает покушение на Пачо и его брата в Мексике, и на Мигеля Родригеса, на вечеринке, устроенной Калийским картелем в честь фестиваля сальсы. В Нью-Йорке Чепе встречается с журналистом, грозящим ему разоблачением.                                                                          |            |                                                          |                  |                                          |                 |
| 27 | 7          | «Без выходных» «Sin Salida»                              | Фернандо Коимбра | Санта Сиерра и Клейтон Трасселл          | 1 сентября 2017 |
| Калийский картель начинает войну с картелем Северной долины. Агенты УБН, при поддержке колумбийских военных, осуществляют попытку задержать Мигеля Родригеса. |            |                                                          |                  |                                          |                 |
| 28 | 8          | «Сосуществовать» «Convivir»                              | Фернандо Коимбра | Энди Блэк                                | 1 сентября 2017 |
| Агент Пенья просит дона Берну помочь с освобождением Кристины Хурадо из плена FARC. Дэвид подозревает Энрике, подчинённого Сальседо, в предательстве. Когда, в результате обыска, в руки УБН попадает зашифрованный бухгалтерский журнал, Мигель Родригес отдаёт приказ убить Паломари. |            |                                                          |                  |                                          |                 |
| 29 | 9          | «Все люди президента» «Todos Los Hombres del Presidente» | Анди Баис        | Джейсон Джордж, Карло Бернард и Даг Миро | 1 сентября 2017 |
| Новая операция по задержанию Мигеля Родригеса. Дэвид узнаёт о работе Сальседо на УБН. |            |                                                          |                  |                                          |                 |
| 30 | 10         | «Возвращение в Кали» «Going Back to Cali»                | Анди Баис        | Карло Бернард и Даг Миро                 | 1 сентября 2017 |
| Чепе и Пачо, устроивший резню в доме Герды Салазар, сдаются властям. Пенья пытается опередить Дэвида в поисках Пальомари. |            |                                                          |                  |                                          |                 |